# The Exploited
The Exploited (с англ. — «Угнетённые») — шотландская рок-группа второй волны панк-рока, играющая хардкор-панк. Группой руководит Уотти Бьюкэн.

## История
The Exploited были образованы в 1979 году в Эдинбурге, Шотландия. Первые студийные записи The Exploited представляют собой ортодоксальный панк-рок, к середине 80-х стиль группы всё сильнее трансформируется в сторону хардкора. Альбомы, выпущенные с 1987 года, звучат очень тяжело, достаточно близко к трэш-металу. Несмотря на то, что группа образована в 1979 году, отчет ведется с момента выхода первого альбома 1981 года, что подтверждается песней "15 Years'' с седьмого альбома ("Beat the bastards").
Название первого альбома The Exploited Punk’s Not Dead, выпущенного в 1981 году, стало одним из известнейших слоганов панк-движения. Этот слоган появился в пику группе Crass, которые в 1979 году выпустили сингл «Punk is Dead», в котором они обличали ставшую коммерческой, по их мнению, сущность новой субкультуры панк. При этом отмечается, что Crass оказали немалое музыкальное влияние на дебютный альбом шотландцев. Альбом попал на двадцатое место в национальных британских чартах и группа тут же встала в один ряд с самыми известными героями британской панк-сцены того времени — Charged GBH, Anti-Nowhere League и Discharge. Punk’s Not Dead был продан в количестве 150 тысяч копий и получил 5-звездочную рецензию от главного двигателя панк-рок журналиста Гэрри Бушелла из Sounds (являвшегося, так же, изобретателем термина Oi!).
Другое значительное событие произошло в октябре 1981 года, когда сингл «Dead Cities» (с песнями «Hitler Is In The Charts Again» и «Class War») поднялся на 31 место в Британии и стал самым успешным синглом группы. После The Exploited пригласили в популярную британскую телепередачу Top of the Pops. Группа исполнила песню «Dead Cities» и шокировала зрителей своим поведением и внешним видом. Фанаты коллектива не поняли появление группы в популярной телепередаче и сильно возмутились; Гэрри Бушелл обвинил The Exploited в продажности и выпустил статью с заголовком «Punk Is Dead». Вскоре сингл «Dead Cities» вошёл в лучшую тридцатку Великобритании и разошёлся тиражом в 150 тысяч экземпляров и встал на одну ступень с известными поп-группами.
Второй альбом Troops of Tomorrow подтвердил, что основная часть поклонников группы остались к ним лояльна. Альбом попал на 17-е место в чартах. В его записи принимали участие два барабанщика — Стив Робертс и Денни Хитли. Вскоре после выхода сингла «Computers Don’t Blunder» коллектив покинул Джон Дункан (Биг Джон), который основал свою группу Blood Uncles, а позже ушёл из неё в Goodbye Mr. McKenzie. На место гитариста Дункана был взят Билли. Но Биг Джон успел принять участие в записи третьего альбома Let’s Start a War. В это время первый барабанщик The Exploited Дрю Стикс испытал нелегкую судьбу — после долгой и безуспешной борьбы с наркозависимостью он был приговорён к семи годам тюрьмы за вооруженный грабёж.
К моменту выпуска альбома Horror Epics в 1985 году весь состав группы, кроме вокалиста, был изменён. Новым гитаристом коллектива стал Карл, барабанщик/гитарист Вилли Бьюкэн (брат Уотти) и бас-гитарист Уэйн, которого вскоре сменил Депфорд Джон, а позже в The Exploited появился новый гитарист Каптэйн Скарлетт. После ухода из коллектива Гэри Маккормик сформировал свою группу Zulu Syndicate.
Пятый альбом группы Death Before Dishonour, выпущенный в 1987 году, представлял отход творчества группы от относительно «чистых» форм панк-рока к смешению жанров, что ещё более ярко выразилось в следующем альбоме — The Massacre 1990 года, в котором влияние хардкора и трэш-метала часто доминировало над панк-роком. Тем не менее во всех альбомах The Exploited прослеживаются общие черты, свойственные и ранним, и поздним альбомам. Неизменный «хриплый» вокал Бьюкэна. Бунтарский, анархистский и антивоенный дух текстов песен, лейтмотивом которого является панк-идея противостояния истеблишменту, выражающаяся в нападках на правительство, религию, силовые институты общества.
С начала 1990-х музыка The Exploited становится всё более плотной мелодически и тяжёлой по звучанию. Примерно в это же время доминирующей на мировой панк-сцене становится традиция так называемого «калифорнийского панк-рока» — достаточно лёгкой и динамичной музыки с сильным влиянием поп-панка, наиболее известным выразителем которой стали The Offspring. Соответственно, известность The Exploited становится всё более нишевой — что нашло выражение и в постоянном увеличении интервалов между выпусками студийных альбомов: в начале 1980-х новый альбом группы выходил каждый год, к концу десятилетия — примерно раз в два года, а интервал между альбомом Fuck the System (2003) и предыдущим Beat the Bastards (1996) составил семь лет.
Вместе с тем, большинство обозревателей соглашаются, что преимуществом группы является высокий уровень всех студийных альбомов, отсутствие явно проходных вещей. От практики выпуска синглов, свойственной всей коммерчески-ориентированной музыке, группа отказалась ещё в 1982 году. Неизменным в последних альбомах стал технически высокий уровень записи звука — в отличие от порой небрежно (в панк-традициях) записанного раннего материала, что заметно, например, по альбому Horror Epics 1985 года.

## Состав группы

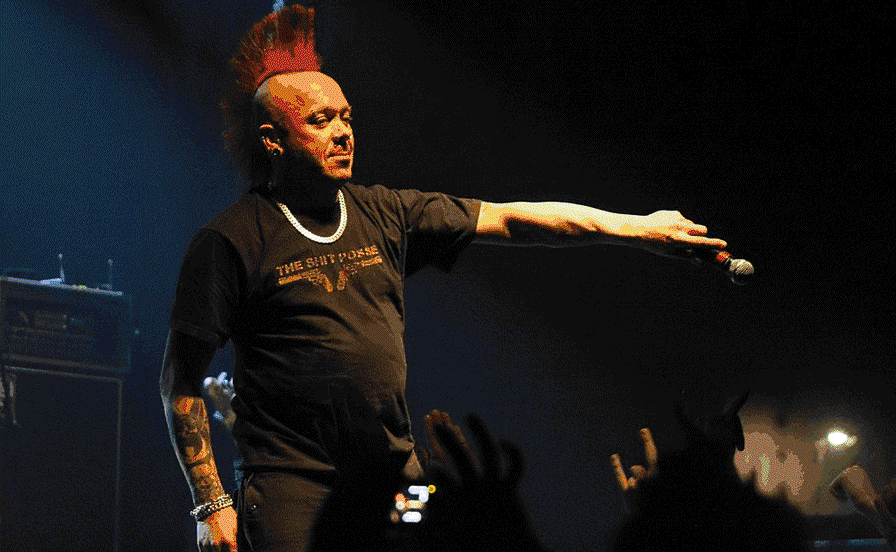
Уотти Бьюкэн на концерте в Москве

### Нынешний состав
- Уотти Бьюкэн (Wattie Buchan) — вокал (1979-настоящее)
- Стив Кэмпбелл (Steve Campbell) — гитара (2020-настоящее)
- Айриш Роб (Irish Rob) — бас-гитара (2003-настоящее)
- Доминик Харди (Dominic Hardy) — барабаны (2024-настоящее)

### Бывшие участники

#### Гитара
- Хейбой (Стив) (Hayboy (Steve)) (1979—1980)
- Джон Дункан («Big» John Duncan) (1980—1983)
- Карл Морис (Karl «Egghead» Morris) (1983—1985)
- Бешеный Мик (Mad Mick) (1985)
- Нигель (Nig(el)) (1985—1990)
- Гогз (Гордон Балфур (Gordon Balfour)) (1989—1991)
- Фрез (Фрейзер Розетти (Fraser Rosetti)) (1991—1996)
- Артур (Артур Делраймпл (Arthur Dalrymple)) (1996—1998)
- Мэтт Макгуайр (Mr. Matt McGuire) (2008—2011, 2013—2016, 2018—2019)

#### Бас-гитара
- Марк Патрицио (Mark Patrizio) (1979—1980)
- Гарри МакКормек (Gary MacCormack) (1980—1983)
- Билли Дан (Billy Dunn) (1983—1984, 1996—1997)
- Вейн Тиас (Wayne Tyas) (1984—1985, 1986)
- Джон Ермитедж («Deptford» John Armitage) (1985—1986)
- Тони (Tony) (1986—1987)
- Смикс (Smeeks (Mark Smellie)) (1988—1993)
- Джим Грей (Jim Gray) (1993—1996)
- Дейв Пегги (Dave Peggie) (2002—2003)

#### Барабаны
- Джим Парк (Jim Park) (1979)
- Дру Стикс (Dru Stix (Andrew Campbell)) (1979—1982)
- Денни Хитли (Danny Heatley) (1982)
- Стив Робертс (Steve Roberts) (1982)
- Тони Мартин (Tony Martin) (1989—1991)
- Рейнер (Reiner) (1997)
- Вилли Бьюкен (Willie Buchan) (1983—1990, 1993—2023)
- Джо Оом (Jo Oom) (2023—2024)

## Дискография

### Студийные альбомы
- 1981 — «Punk’s Not Dead» (англ. Панк не умер)
- 1982 — «Troops of Tomorrow» (англ. Отряды завтрашнего дня)
- 1983 — «Let’s Start a War» (англ. Давайте начнём войну)
- 1985 — «Horror Epics» (англ. Ужастики)
- 1987 — «Death Before Dishonour» (англ. Смерть предпочтём бесчестию)
- 1990 — «The Massacre» (англ. Резня)
- 1996 — «Beat the Bastards» (англ. Бей ублюдков)
- 2003 — «Fuck the System» (англ. Нахуй систему)

### EP
- «Army Life» — 1980
- «Barmy Army» — 1980
- «Dead Cities» — 1981
- «Rival Leaders» — 1983
- «Jesus is Dead» — 1986
- «War Now» — 1988
- «Locked Away» — 2022

### Синглы
- «Dogs of War» — 1981
- «Computers Don’t Blunder» — 1982
- «Attack & Alternative» — 1982

### Сплиты
- Don’t Let 'Em Grind You Down (With Anti-Pasti) — 1981

### Концертные альбомы
- On Stage — 1981
- Live At The Whitehouse — 1986
- Live In Japan — 1991
- 25 Years of Anarchy and Chaos. Life in Moscow — 2006
- 25 Years of Anarchy and Chaos. Life in St.Petersburg — 2006

### Сборники
- «Totally Exploited» — 1984
- «Twenty Five Years Of Anarchy And Chaos» — 2004

### Клипы
- «Beat the Bastards» — 1996
- «Never Sell Out» — 2003
- «Fuck the System» — 2020

### DVD
- «Alive at Leeds» — 1983
- «Sexual Favours» — 1987
- «Live in Japan» — 1993
- «Rock and Roll Outlaws» — 1995
- «Beat’em All» — 2004